# مسجد شیدان
مسجد شیدان مربوط به دوره تیموریان - دوره صفوی است و در شهرستان بوانات، روستای شیدان واقع شده و این اثر در تاریخ ۲۳ بهمن ۱۳۸۰ با شمارهٔ ثبت ۴۷۲۱ به‌عنوان یکی از آثار ملی ایران به ثبت رسیده است.